# Hickman (Kentucky)
Hickman – miasto w Stanach Zjednoczonych, w stanie Kentucky, siedziba administracyjna hrabstwa Fulton.